# Салуццо
О средневековом государстве см. Салуццо (маркграфство)

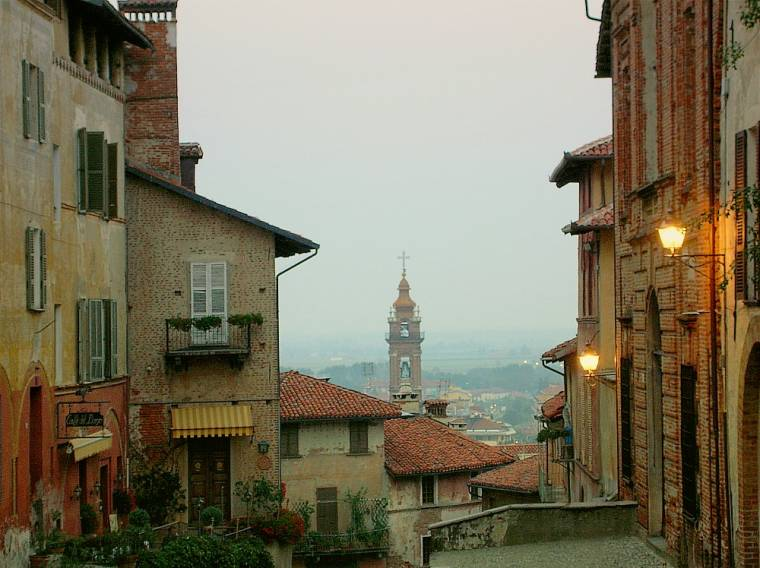
Улочка Салуццо

Салу́ццо (итал. Saluzzo [saˈlutsːo], пьем. Salusse) — исторический город в Пьемонте, в провинции Кунео, у подножия Альп, к юго-западу от Турина. До 1630 года в городе насчитывалось свыше 30 тысяч обитателей; современное население в два раза меньше — 16,2 тыс. жит. (2004).
С 1142 по 1548 годы Салуццо был столицей маркизата Салуццо, которым, как и Монферратом, правило семейство Алерамичи, родом из Савоны. Потом городом целых сорок лет владели французы, однако уже в 1588 году его отвоевал у них Карл Эммануил I из Савойской династии. По договору 1601 года французы отказались от притязаний на Салуццо и прочие заальпийские владения в обмен на уступку савойцами более протяжённых территорий на правом берегу Роны. Во время войны за мантуанское наследство (1630) Салуццо взял французский маршал Ла Форс; тогда же значительную часть населения выкосила чума.
Из достопримечательностей Салуццо известны позднеготический собор (1491—1501 гг.), доминиканская церковь с пышными гробницами маркграфов, отреставрированный средневековый замок и ренессансный особняк Кавасса (ныне — краеведческий музей).
Покровителем города почитается святой Теофред. День памяти — 7 сентября.